# АТЛАС-ТИМ AT 32
Kao rezultat istraživanja i razvoja u oblasti računarskog upravljanja u Institutu Mihajlo Pupin- Beograd su u prošlosti izgrađene tri tehnološki različite generacije uređaja ATLAS. Dizajneri ovih sistema su bili: Dr Vukašin Masnikosa, Dr Božidar Levi, Mr. Milenko Nikolić i njihovi saradnici.
Prof.dr Božidar Levi sa koautorima dobio je nagradu "Nikola Tesla" 1988.godine za projektovanje sistema ATLAS (Automatizovani TeLemetrijski Akvizicioni Sistem).
Prvi tranzistorski telemetrijski sistem ATLAS bio je završen 1961.godine, a korišćen je za hronološku registraciju događaja i prenos mernih podataka na daljinu, kao i za zvučnu i svetlosnu signalizaciju.
Stručnjaci Instituta Mihajlo Pupin su kasnije razvili više savremenih uređaja ATLAS (procesni računari PC, programabilni kontroleri PLC, stanice daljinskog prenosa mernih podataka RTU), koji su bili zasnovani na novijim mikroprocesorima i VLSI tehnologiji. To su modeli:
- ATLAS AT-32 (sa mikroprocesorom Intel 386, slično mikroračunarima TIM AT-32),
- ATLAS MAX-PLC (sa Intel 486),
- radne stanice ATLAS MTU,
- programabilni kontroler TIMKO i drugi (za detalje vidi ref.Lit.1 i 2).

Novi programski paketi SCADA (Supervisory Control And Data Asquisition) softver sistema za nadzor, upravljanje i prikupljanje podataka su: SCADA VIEW 6000 i SCADA VIEW 2. Oni čine okosnicu današnjih modernih sistema nadzora i upravljanja u hidro- i termo-elektranama Srbije.
Institut Mihajlo Pupin proizvodi danas celu ATLAS porodicu SCADA hardvera koju čine sledeći uređaji:
- ATLAS-MAX,
- ATLAS-2000,
- ATLAS-NANO,
- ATLAS-XP (vidi detaljnije informacije u ref.Lit.3. i 4).

## Referentna Literatura:
1. V.Batanović, Jovan Kon (Ed): "IMP Riznica znanja", pp. 19-24, izd. IMP-PKS, Beograd 2006.
2. D.Milićević, D.Hristović (Ed): "Računari TIM", Izd Naučna Knjiga, Beograd 1990.
3. Zvanični sajt Instituta M.Pupin (Lab.Automatika; Programi: Upravljanje procesima, Atlas i PC-sistemi): http://www.pupin.rs
4. D.Bečejski-Vujaklija, N.Marković (Ed): " 50 godina računarstva u Srbiji (Hronika digitalnih decenija)", pp. 123-131, Izd. DIS, IMP i PC Press, 2011.

,